# Championnat de Suède masculin de volley-ball
Le Championnat de Suède de volley-ball masculin est la compétition nationale majeure, créée en 1961.

## Palmarès
| Année | Champion        | Finaliste       | Troisième      |
| ----- | --------------- | --------------- | -------------- |
| 1962  | Kolbäcks VK     |                 |                |
| 1963  | Kolbäcks VK     |                 |                |
| 1964  | Kallhälls BK    |                 |                |
| 1965  | Kolbäcks VK     |                 |                |
| 1966  | Lidingö SK      |                 |                |
| 1967  | Lidingö SK      |                 |                |
| 1968  | Lidingö SK      |                 |                |
| 1969  | Lidingö SK      |                 |                |
| 1970  | Lidingö SK      |                 |                |
| 1971  | Lidingö SK      |                 |                |
| 1972  | Lidingö SK      |                 |                |
| 1973  | Lidingö SK      |                 |                |
| 1974  | Lidingö SK      |                 |                |
| 1975  | Lidingö SK      |                 |                |
| 1976  | Lidingö SK      |                 |                |
| 1977  | Lidingö SK      |                 |                |
| 1978  | Lidingö SK      |                 |                |
| 1979  | Lidingö SK      |                 |                |
| 1980  | Lidingö SK      |                 |                |
| 1981  | Lidingö SK      |                 |                |
| 1982  | Floby VK        |                 |                |
| 1983  | Progona VBK     |                 |                |
| 1984  | Sollentuna VK   |                 |                |
| 1985  | Sollentuna VK   |                 |                |
| 1986  | Sollentuna VK   |                 |                |
| 1987  | Lidingö SK      |                 |                |
| 1988  | Sollentuna VK   |                 |                |
| 1989  | Kungälv VBK     |                 |                |
| 1990  | Lidingö SK      |                 |                |
| 1991  | Kungälv VBK     |                 |                |
| 1992  | Kungälv VBK     |                 |                |
| 1993  | Kungälv VBK     |                 |                |
| 1994  | Uppsala VBS     |                 |                |
| 1995  | Hylte VBK       |                 |                |
| 1996  | Hylte VBK       |                 |                |
| 1997  | Floby VK        |                 |                |
| 1998  | IKSU            |                 |                |
| 1999  | Örkelljunga VK  |                 |                |
| 2000  | Hylte VBK       |                 |                |
| 2001  | Hylte VBK       |                 |                |
| 2002  | Örkelljunga VK  |                 |                |
| 2003  | Örkelljunga VK  |                 |                |
| 2004  | Örkelljunga VK  |                 |                |
| 2005  | Hylte VBK       |                 |                |
| 2006  | Hylte VBK       |                 |                |
| 2007  | Falkenbergs VBK | Hylte VBK       | Tierps VBK     |
| 2008  | Falkenbergs VBK | Sollentuna VK   | Vingåker VK    |
| 2009  | Falkenbergs VBK | Örkelljunga VK  | Hylte VBK      |
| 2010  | Linköpings VC   | Falkenbergs VBK | Sollentuna VK  |
| 2011  | Falkenbergs VBK | Sollentuna VK   | Örkelljunga VK |
| 2012  | Linköpings VC   | Falkenbergs VBK | Örkelljunga VK |